# Lucette Descaves
Lucette Descaves (Parijs, 1 april 1906 - 15 april 1993) was een Frans pianiste.
Ze was de dochter van Eugène Descaves (de broer van schrijver Lucien Descaves) en nicht van Camille Saint-Saëns. Ze gaf vanaf 1941 les aan het Conservatorium van Parijs, waar ze haar leermeesters Marguerite Long en Yves Nat opvolgde. Onder haar leerlingen bevonden zich Brigitte Engerer, Bruno Rigutto, het pianoduo Katia en Marielle Labèque, Jean-Yves Thibaudet, Géry Moutier, Caroline Assier, Jean-Claude Pennetier, Jacques Boisgallais (componist) en Georges Pludermacher.
Ze had een carrière als solist en concerteerde met diverse orkesten (onder andere met de  dirigenten Charles Münch en André Cluytens).
Ze voerde vele premières uit van werken van onder andere Arthur Honegger en het pianoconcert van André Jolivet.
- Biblioteca Nacional de España: XX1544389
- Bibliothèque nationale de France: cb118997777 (data)
- CiNii: DA07174972
- Gemeinsame Normdatei: 1107619319
- International Standard Name Identifier: 0000 0001 1644 7358
- Library of Congress Control Number: n89606662
- MusicBrainz: a58ef389-56f1-43a5-b201-93b45d305198
- Nationale Bibliotheek van Israël: 987007332413405171
- Nederlandse Thesaurus van Auteursnamen: 126814112
- Système universitaire de documentation: 026826569
- Virtual International Authority File: 54146686
- WorldCat: E39PBJmy33R8q8xMBhmTJDkYyd